# (796) Sarita
(796) Sarita és un asteroide que forma part del cinturó d'asteroides i que fou descobert el 15 d'octubre de 1914 per Karl Wilhelm Reinmuth des de l'Observatori de Heidelberg-Königstuhl, Alemanya.

## Designació i nom
Designat provisionalment com 1914 VH.

## Característiques orbitals
Sarita està situat a una distància mitjana del Sol de 2,634 ua, podent allunyar-se'n fins a 3,477 ua i acostar-s'hi fins a 1,791 ua. La seva excentricitat és 0,320 i la inclinació orbital 19,05 graus. Tarda 1561 dies a completar una òrbita al voltant del Sol.

## Característiques físiques
La magnitud absoluta de Sarita és 9,12. Té 43,58 km de diàmetre i té una albedo estimada de 0,209. Està assignat al tipus espectral XD segons la classificació Tholen i X segons la classificació SMASSII.